# Hassan Preisler
Hassan Preisler (født 12. juni 1969 i Charlottenlund) er en dansk forfatter, dramatiker, radiovært og skuespiller.

## Forfatter
Hassan Preisler debuterede som forfatter i 2013 med romanen Brun mands byrde, der høstede bred ros fra den samlede anmelderstand. Han modtog i september 2013 danmarks største debutantpris, Bodil og Jørgen Munch-Christensens debutantpris. Bogen var nomineret til en række priser, herunder Bogforums Debutantpris og DR Romanprisen.

## Dramatiker
Som dramatiker har Hassan Preisler skrevet stykker til en lang række teatre, herunder Aarhus Teater, Malmö stadsteater, Teatergrad, Teater Nordkraft, Teater danskdansk og Det Flydende Teater. Han har modtaget rosende omtale i medierne for sine ofte konfronterende og kontroversille forestillinger, og I 2018 blev han nomineret til Årets Reumert som for sit stykke om digterpræsten Kaj Munk.
I øvrigt har Hassan Preisler sammen med den prisvindende instruktør Moqi Trolin været i konflikt med Det Kongelige Teater over samarbejdet om opsætningen af Salman Rushdies De sataniske vers, som teatret af ukendte årsager trak sig fra i det øjeblik, det fik overdraget rettighederne .

## Radiovært
I flere år var Hassan Preisler vært på mandemagasinet Min lille Hassan på Radio24syv, som han modtog en Prix Radio for i 2017. Herefter overtog han programmet Det Næste Kapitel efter Iben Maria Zeuthen og blev samme år nomineret tl Årets vært. Ved lukningen af radioen flyttede programmet til Weekendavisen, hvor det med Hassan Preisler udkom ugentligt som podcast indtil sommeren 2021. Hassan Preisler er "dansken" i det pan-nordiske radiomagasin, Norsken, Svensken og Dansken, der udkommer på NRK, SR og DR og har en halv million ugentlige lyttere.

## Skuespiller
Hassan Preisler har siden sin uddannelse i 1999 spillet roller i en lang række teaterforestillinger og film. Han har bl.a. stået på scenen på Aarhus Teater, Teater Nordkraft, Teater Får302, Teater Grob, Østre Gasværk Teater, Betty Nansen (Edison) og Cafe Teatret. Blandt de film og Tv-serier, han har medvirket i, er Grønne hjerter, Rita, Behavior, Om kærlighed, Små fejl, Stykke for stykke.
Sammen med skuespiller og instruktør Sandra Yi Sencindiver var Hassan Preisler kunstnerisk leder af teatergruppen danskdansk, som var huskompagni på Østre Gasværk Teater fra 2010 til 2013.

## Øvrigt
Hassan Preisler har haft kronikker, anmeldelser, kommentarer og faste klummer i flere dagblade og aviser, herunder Weekendavisen, Kristeligt Dagblad samt Berlingske, hvor han i tre år skrev sammen med forfatter og journalist, Maise Njor.
Hassan Preisler holder desuden foredrag og fungerer som ordstyrer og moderator i en lang række sammenhænge.

## Privat
Hassan Preisler er født i Charlottenlund, opvokset i Bern, Berlin og Bagsværd og har en datter med filminstruktøren May el-Toukhy, som han er skilt fra. Han har to sønner med sin nuværende kæreste, Sarah. De bor på Nørrebro i København.